# Yung Wun Anthem
Yung Wun Anthem – singiel amerykańskiego rapera, Yung Wuna wydany w 2002 roku. Promuje album "The Dirtiest Thirstiest". Autorem podkładu jest Swizz Beatz. Poza Yung Wunem, w utworze występuje również Swizz Beatz i Jadakiss. Utwór ten pojawił się również na "Real City of God vol. 2" pod tytułem "Dirty Dirty Thirsty Thirsty" (od tekstu w refrenie). Jest to jeden z niewielu utworów z płyty, do którego jest dostępny tekst w Internecie.

## Lista utworów
1. "Yung Wun Anthem" (Street)
2. "Yung Wun Anthem" (Instrumental)
3. "Yung Wun Anthem" (Radio)
4. "Yung Wun Anthem" (Instrumental)